# Gnaphosa akagiensis
Gnaphosa akagiensis är en spindelart som beskrevs av Hayashi 1994. Gnaphosa akagiensis ingår i släktet Gnaphosa och familjen plattbuksspindlar. Inga underarter finns listade i Catalogue of Life.